# زلزال أنطاكية 526
زلزال أنطاكية 526 هو زلزال ضرب سوريا ومدينة أنطاكية التي كانت تابعة آنذاك للإمبراطورية البيزنطية. وقع الزلزال في أواخر شهر مايو (أيار) وعلى الأرجح ما بين يوميّ 20-29 مايو (أيار) عام 526، وأدى إلى سقوط الكثير من القتلى بلغ عددهم في بعض الروايات قرابة 250 ألف شخص.
في مدينة أنطاكية، أعقب الزلزال نشوب حريق هائل دمر معظم المباني التي بقيت قائمة بعد الزلزال. وتُشير التقديرات إلى أن درجة شدّة الزلزال في أنطاكية كانت تتراوح ما بين الدرجة الثامنة (الشديدة) والتاسعة (العنيفة) بمقياس ميركالي المعدل لشدة الزلازل.

## الروايات التاريخية
وقع زلزال أنطاكية 526 في السنة السابعة من حكم الإمبراطور البيزنطي جاستين الأول وأثناء فترة ولاية قنصل أوليبريوس. كانت مدينة أنطاكية تقع بالقرب من التقاطع الثلاثي المعقد بين الطرف الشمالي لصدوع البحر الميت، وحدود الصدوع التحويلية الرئيسية الواقعة بين الصفيحة الأفريقية والصفيحة العربية، والنهاية الجنوبية الغربية لصدع الأناضول الشرقي، وحدود الصدوع التحويلية الرئيسية الواقعة بين الصفيحة الأناضولية والصفيحة العربية، والنهاية الشمالية الشرقية للقوس القبرصي، وهي الحد الفاصل بين الصفيحتين الأناضولية والإفريقية. تأثرت المنطقة بالعديد من الزلازل الكبيرة خلال الألفي سنة الماضية، حيث كانت المدينة تقع على حوض أنطاكية، وهو جزء من حوض أميك الذي مُلئ خلال العصر البليوسيني بالرواسب الغرينية الحديثة.
بلغت القوّة التقديريّة لزلزال عام 526 في أنطاكية 7 درجات وفق مقياس قوة الأمواج السطحية، وتراوحت درجة شدّته التقديريّة ما بين الدرجة الثامنة والتاسعة درجات على مقياس ميركالي المعدل في مدينة أنطاكية، والدرجة السابعة في منطقة دافني الواقعة في ضواحي مدينة أنطاكية وفي مدينة سلوقية بيريا الساحلية. وأعقب الزلزال عددًًا من الهزات الارتدادية التي استمرت على مدار 18 شهرًا.

## الخسائر

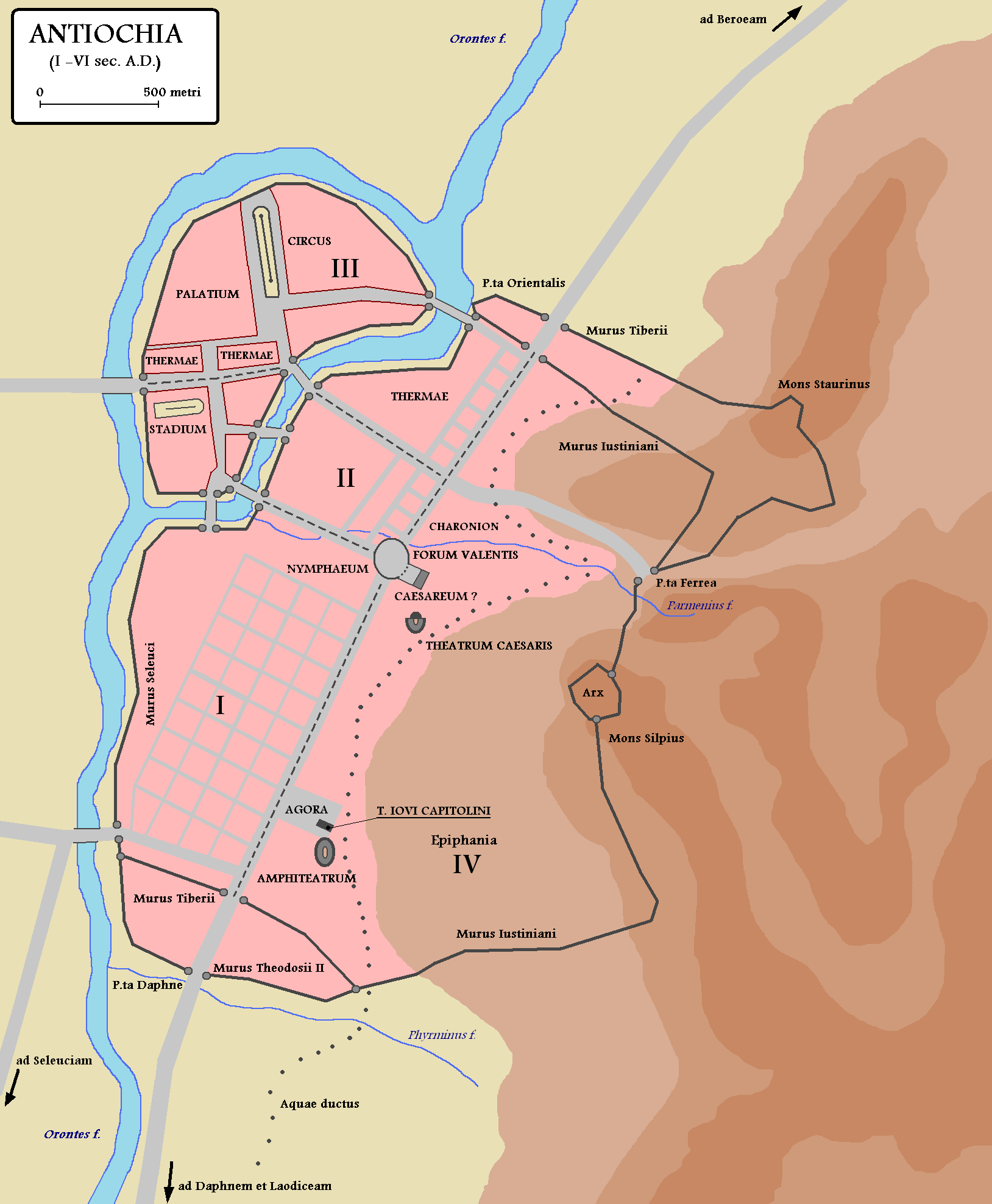
خريطة مدينة أنطاكية في القرن السادس الميلادي

تسبّب زلزال عام 526 على سوريا وأنطاكيا في حدوث أضرار جسيمة بالمنطقة، وكانت مدينتا أنطاكية هي الأكثر تضررًا، حيث تعرضت العديد من مبانيها للتدمير، ومن بين المباني المُدمرة كانت كنيسة دومو أوريا مثمنة الشكل دوموس أوريا التي بناها قسطنطين العظيم على جزيرة في نهر العاصي، والتي دمرتها الحرائق بعد سبعة أيام من وقوع الزلزال ولم تنجو من التدمير سوى المنازل المبنية بالقرب من الجبل. كانت مُعظم الأضرار ناجمة عن الحرائق التي اعقبت الزلزال مباشرة واستمرت لعدّة أيام، والتي تفاقمت بسبب الرياح، وقد وُصف الحريق بأنه كان شديدًا لدرجة أن السماء كانت تبدو وكأنها تُمطر نارًا، وفي أعقاب الحرائق كانت مدينة أنطاكية قد أصبحت مهجورة تمامًا. قُدر ارتفاع النيران في ميناء سلوقية بيريا بنحو 0.7-0.8 متر، وقد أدى تراكم الطمي على أطراف الميناء إلى جعله غير صالح للاستخدام.
وفقًا للمصادر التاريخية فقد تراوحت تقديرات عدد القتلى بسبب الزلزال ما بين 250.000 و300.000 شخص، ويُرجّح أن هذا العدد الكبير جدًا من الضحايا كان نتيجة وجود عدد كبير من الزوار في المدينة من الريف المحيط للاحتفال بعيد الصعود. وقد تفاقمت آثار الزلزال بشكل أكبر بسبب الفوضى التي أعقبت وقوعها نتيجة انهيار الحكومة المحلية والخدمات الضرورية. جمع العديد من الناجين عائلاتهم وممتلكاتهم وفروا تاركين المدينة وسط الأنقاض، غير أن العديد من هؤلاء الأشخاص تعرض للاعتداء من ضحايا آخرين أو سكان يعيشون خارج المدينة أو استولى اللصوص على ممتلكاتهم وقتلوهم.

## النتائج
يُعتبر كتاب التاريخ المعاصر لجون مالاس، وهو مؤرخ من أنطاكية، هو المصدر الرئيسي للروايات التاريخية التي وصفت تأثير زلزال عام 526 في أنطاكية. وبحسب ما جاء في هذا الكتاب، فقد كان هناك الكثير من الأشخاص الذين احتبسوا تحت الأنقاض بعد ان انهارت العديد من المباني في المدينة بسبب الزلزال، وقد بذل الأشخاص الذين بقوا على قيد الحياة بعد أن هدأت الحرائق جهود إنقاذ محمومة لتحرير المحاصرين تحت الأنقاض. ظل العديد من السكان مدفونين تحت الأنقاض لمدة وصلت إلى 30 يومًا لكنهم تمكنوا من البقاء على قيد الحياة، ومع هذا فقد توفي العديد ممن تم إنقاذهم بعد فترة وجيزة متأثرين بجراحهم. بل كانت هناك تقارير عن أطفال ولدوا تحت الأنقاض وبقوا على قيد الحياة مع أمهاتهم. ومن المعجزات الأخرى التي زُعم حدوثها أنه في اليوم الثالث من وقوع الزلزال ظهر الصليب المقدس في السحاب فوق المنطقة الشمالية من المدينة، مما دفع من رأوه إلى البكاء والصلاة لمدة ساعة.
وبمُجرد أن وصلت أخبار الزلزال إلى القسطنطينية، قام الإمبراطور جاستين الأول على الفور بإزالة تاجه وإكليله القرمزي، ودخل إلى الكنيسة مُجردًا من هذه الرموز المميزة لرتبته، ورثى جهارًا خراب أنطاكية، ثُم رتّب إرسال السفراء إلى المدينة بأموال كافية للإغاثة الفورية والبدء في إعادة إعمار أنطاكية. وقد أشرف القديس إفرايم بطريرك أنطاكية بعد ذلك على إعادة بناء الكنيسة الكبرى والعديد من المباني الأخرى في المدينة، ثُمّ أتي أورينتس ليحل محل يوفراسيوس في منصب بطريرك أنطاكية الخلقيدوني، وكرس جهوده بدوره لإعادة إعمار المدينة، ولكن سُرعان ما دُمرت العديد من المباني التي تم تشييدها بعد الزلزال بسبب وقوع زلزال كبير آخر في نوفمبر عام 528، على الرغم من وقوع عدد أقل بكثير من الضحايا نتيجة لذلك الزلزال.
عين الإمبراطور الروماني جاستين الأول ابن أخيه جاستنيان الأول إمبراطورًا مُساعدًا في الشهر التاسع من السنة الثامنة من حكمه. وقد بذل جاستنيان الأول فور توليه المنصب جهودًا كبيرة لزيادة المساعدات المرسلة إلى أنطاكية لإعادة إعمارها، مع التركيز بشكل خاص على إعادة بناء الأماكن المقدسة المسيحية، وقام ببناء كنيسة مريم أم يسوع المُقابلة للمبنى المعروف باسم بازليك روفينوس. وأقيمت في نفس المنطقة كنيسة أخرى هي كنيسة القديسين قزمان ودميان. كما ساعدت زوجة جاستنيان الأول ثيودورا في إعادة بناء المدينة، وأمرت ببناء كنيسة لتكريم ميخائيل كبير الملائكة، وقامت بالترتيب لبناء كاتدرائية أناتوليوس، بأعمدة أرسلت من القسطنطينية. قام جاستنيان أيضًا بتمويل الجهود المبذولة لإصلاح الخدمات والمرافق في المدينة، وقد تم تحت قيادته ترميم الزاوية، بالإضافة إلى الحمامات والصهاريج، مما سمح بعودة السكان إلى أنطاكية. كما قام جستنيان الأول أيضًا بمطاردة ومحاكمة الأفراد الذين قاموا بأعمال شغب، وسرقوا وقتلوا الأبرياء خلال الفوضى التي أعقبت الزلزال وانهيار الحكومة المحلية، وحُكم على العديد من المذنبين بالإعدام بينما عوقب آخرون بقسوة، وتجاهلت العقوبات الولاءات الفئوية للأفراد.